# Rooster Rag
Rooster Rag é o décimo quinto álbum original da banda de rock americana Little Feat, lançado em junho de 2012. É também seu único álbum de estúdio até hoje com o baterista Gabe Ford e o último com o guitarrista Paul Barrere, que morreu em 2019.

## Contexto
O álbum marca o primeiro álbum original da banda desde 2003, Kickin' It at the Barn, e a estréia da gravação com o grupo do novo baterista Gabe Ford, que substituiu o baterista original Richie Hayward após sua morte em 2010. Quatro das músicas foram escritas pelo ex-letrista da Grateful Dead, Robert Hunter, em colaboração com o tecladista Bill Payne, agora o único músico a tocar em todas as formações do grupo. Surpreendentemente, Paul Barrere, o principal escritor/cantor do grupo, só foi creditado com a composição de uma faixa, embora seu co-autor habitual Fred Tackett tenha contribuído com quatro músicas, todas aparecendo em seus álbuns solo.
A música "Candy Man Blues", de Mississippi John Hurt, foi tocada pela banda ao vivo por alguns anos e apareceu em sua coleção de 2005, Barnstormin' Live.

## Lista de músicas
| Críticas profissionais | Críticas profissionais |
| Avaliações da crítica  | Avaliações da crítica  |
| Fonte                  | Avaliação              |
| ---------------------- | ---------------------- |
| AllMusic               | [ 1 ]                  |

1. "Candy Man Blues" (Mississippi John Hurt) cantado por Paul Barrere - 3:04
2. "Rooster Rag" (Bill Payne/Robert Hunter) - 4:35
3. "Church Falling Down" (Fred Tackett) - 5:21
4. "Salome" (Bill Payne/Robert Hunter) - 6:31
5. "One Breath At A Time" (Fred Tackett) cantada por Paul Barrere, Sam Clayton e Fred Tackett - 5:16
6. "Just a Fever" (Paul Barrere/Stephen Bruton) - 4:23
7. "Rag Top Down" (Bill Payne/Robert Hunter) - 5:25
8. "Way Down Under" (Bill Payne/Robert Hunter) - 4:05
9. "Jamaica Will Break Your Heart" (Fred Tackett) cantado por Paul Barrere - 4:24
10. "Tattoo Girl" (Fred Tackett) - 4:53
11. "The Blues Keep Coming" (Bill Payne/Gabe Ford) - 5:50
12. "Mellow Down Easy" (Willie Dixon) cantada por Sam Clayton - 4:08

## Equipe
- Paul Barrere - guitarras, guitarra slide, vocais
- Sam Clayton - vocais
- Gabe Ford - bateria, voz
- Kenny Gradney - baixo
- Bill Payne - teclados, vocais
- Fred Tackett - guitarra. vocais, bandolim

## Equipe adicional
- Larry Campbell - violino em "Rooster Rag" e "Salome".
- The Texicali Horns - (Darrell Leonard: trompetes, Joe Sublet: saxofones) em "Jamaica Will Break Your Heart" e "One Breath At A Time"
- Kim Wilson - gaita em "Mellow Down Easy"
- Johnny Lee Schell - vocais e guitarra